# Готська програма

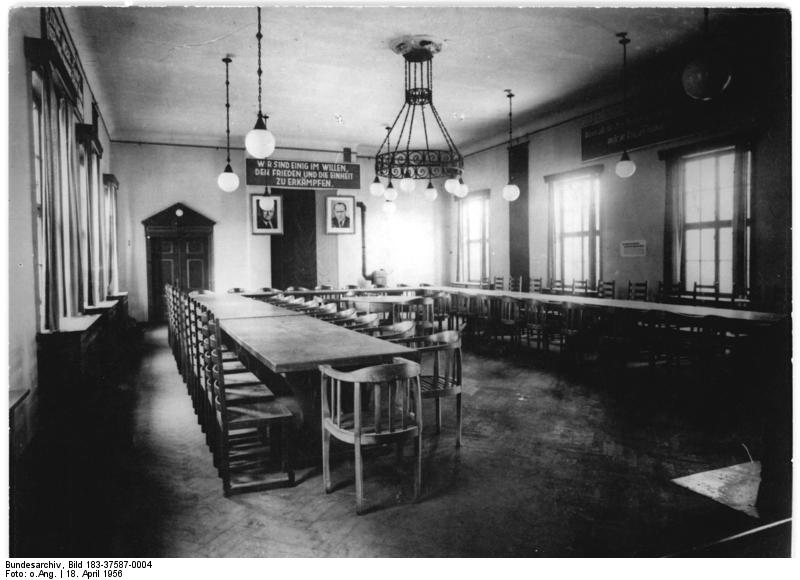
Місце з'їзду, де була прийнята програма (Тіволі, Гота, 1875)

Готська програма (нім. Gothaer Programm) — політична програма німецьких соціал-демократів, прийнята в місті Гота на партійному з'їзді, що проходив з 22 по 27 травня 1875 року. На цьому з'їзді Соціал-демократична робітнича партія Німеччини (ейзенахці) і Всезагальний німецький робітничий союз (лассальянці) об'єдналися в Соціалістичну робітничу партію Німеччини (пізніше, 1890 року вона стане Соціал-демократичною партією Німеччини).
Ідеї програми піддав жорсткій критиці протагоніст робітничого соціалістичного руху Карл Маркс. У своїй праці «Критика Готської програми» (нім. Kritik des Gothaer Programms) він, передовсім, розкритикував зміст лассальянської ідеї побудови соціалізму, яка і лягла в основу Готської програми.
У 1891 році Готську програму замінила Ерфуртська програма.